# Huay Xai

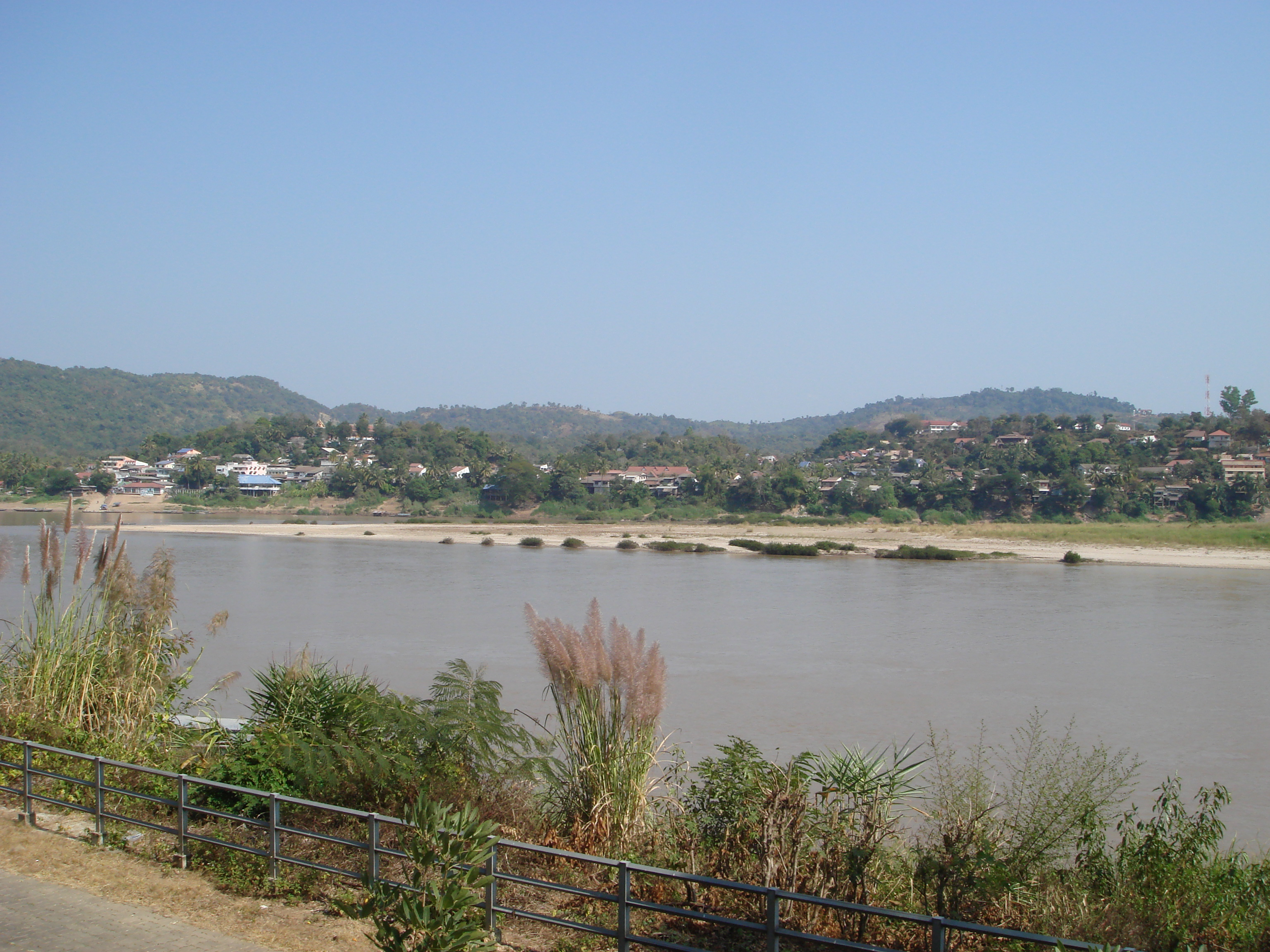
Pohled na Huay Xai z thajského Chiang Khongu

Huay Xai (laosky ຫ້ວຍຊາຍ) je hlavní město provincie Bokeo v severozápadním Laosu. Má přibližně 15 500 obyvatel.

## Poloha a význam

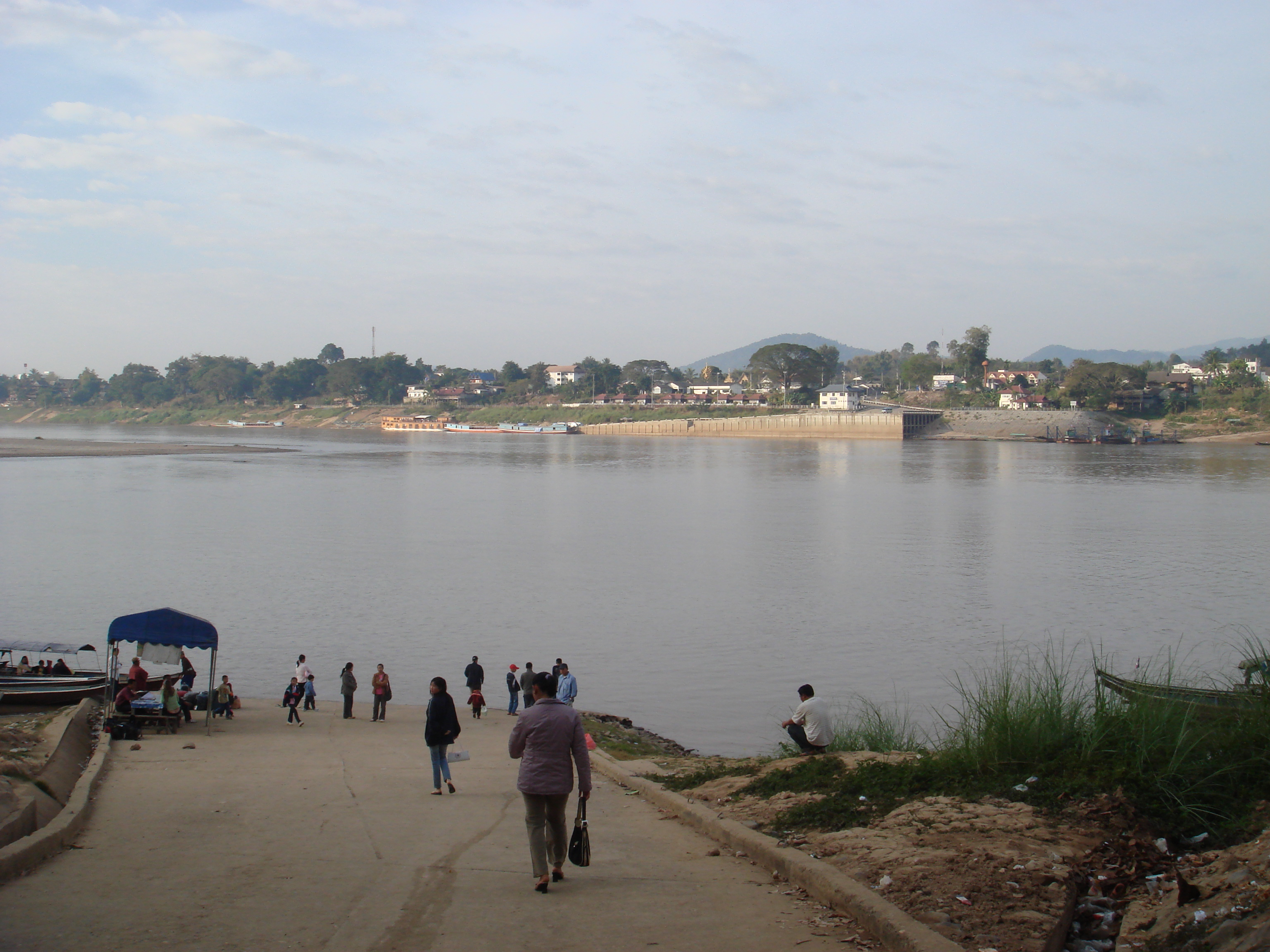
Laosko-thajský hraniční přechod na Mekongu, pohled z Huay Xai na thajský Chiang Khong

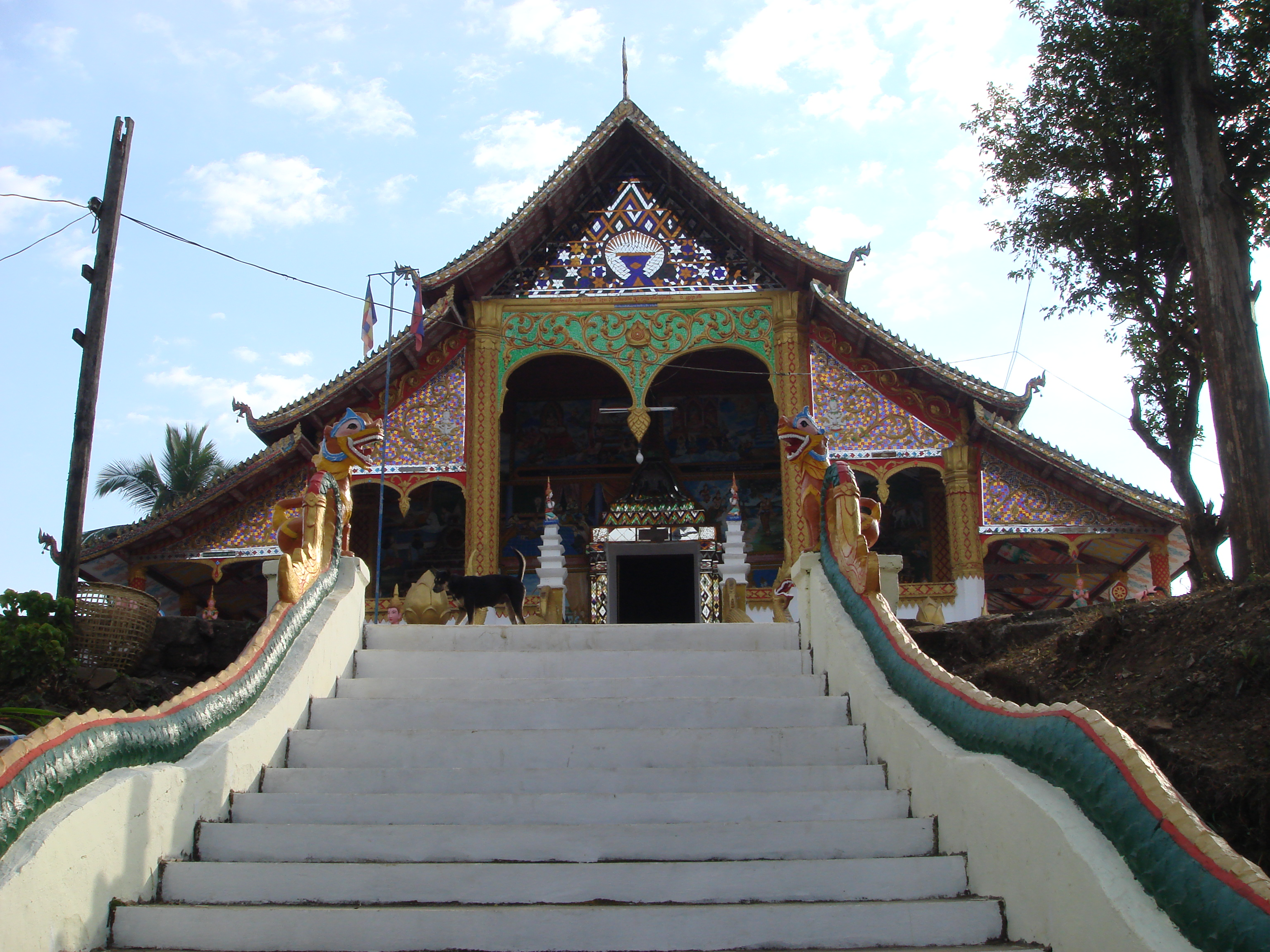
Chrám Wat Jom Khao Manilat v Huay Xai

Huay Xai se nachází na levém břehu Mekongu, naproti thajskému městu Chiang Khong. Je zde nejsevernější mezinárodní hraniční přechod z Laosu do Thajska. Nedaleko proti proudu Mekongu začíná thajsko-barmská a laosko-barmská hranice. Dopravu mezi Huay Xai a Chiang Khongem zajišťují lodě. V Huay Xai končí obtížně sjízdná laoská silnice číslo 3, která spojuje Thajsko přes Laos s Čínou. Několik kilometrů jižně od města je letiště (postavené Američany), s pravidelnými lety do Vientiane. Řeka Mekong zůstává významnou dopravní komunikací. Dva dny pomalou lodí po proudu Mekongu leží město Luang Prabang.
Ve městě je bývalá francouzská pevnost Fort Carnot (nyní obsazená laoskou armádou a veřejnosti nepřístupná) a zrestaurovaný buddhistický chrám Wat Jom Khao Manilat, postavený v roce 1880.

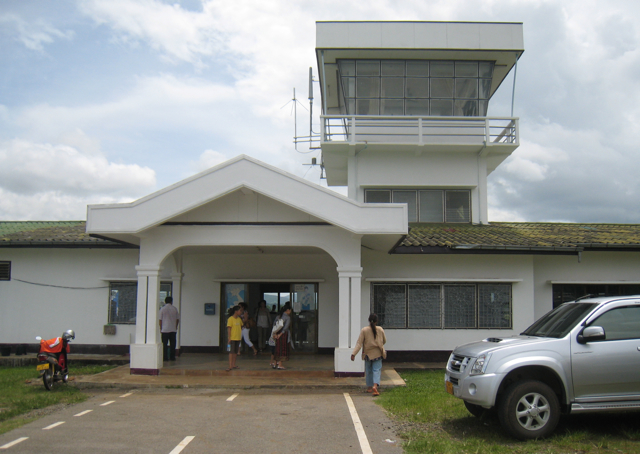
Budova letiště
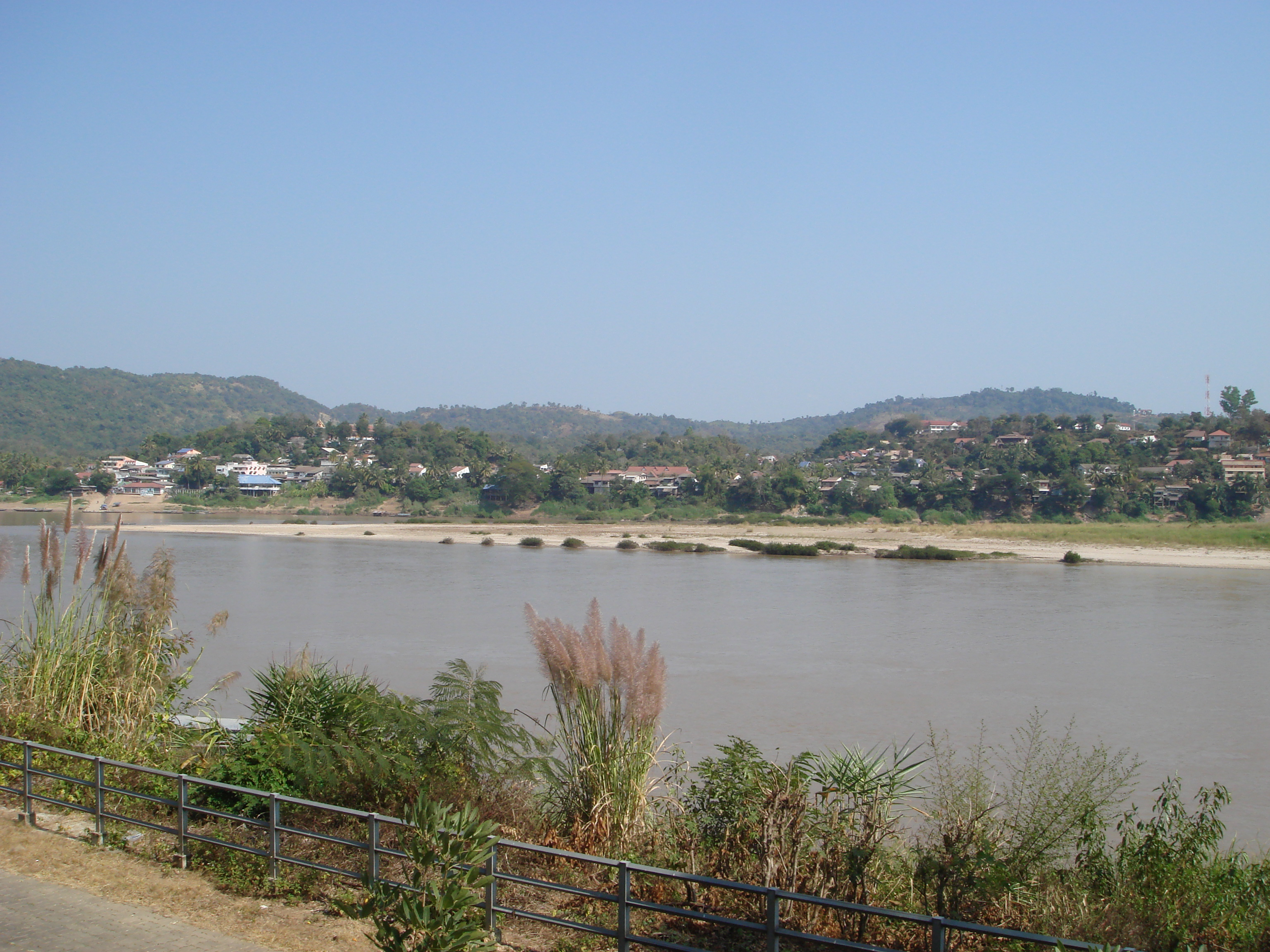
Pohled na Huay Xai z thajského Chiang Khongu
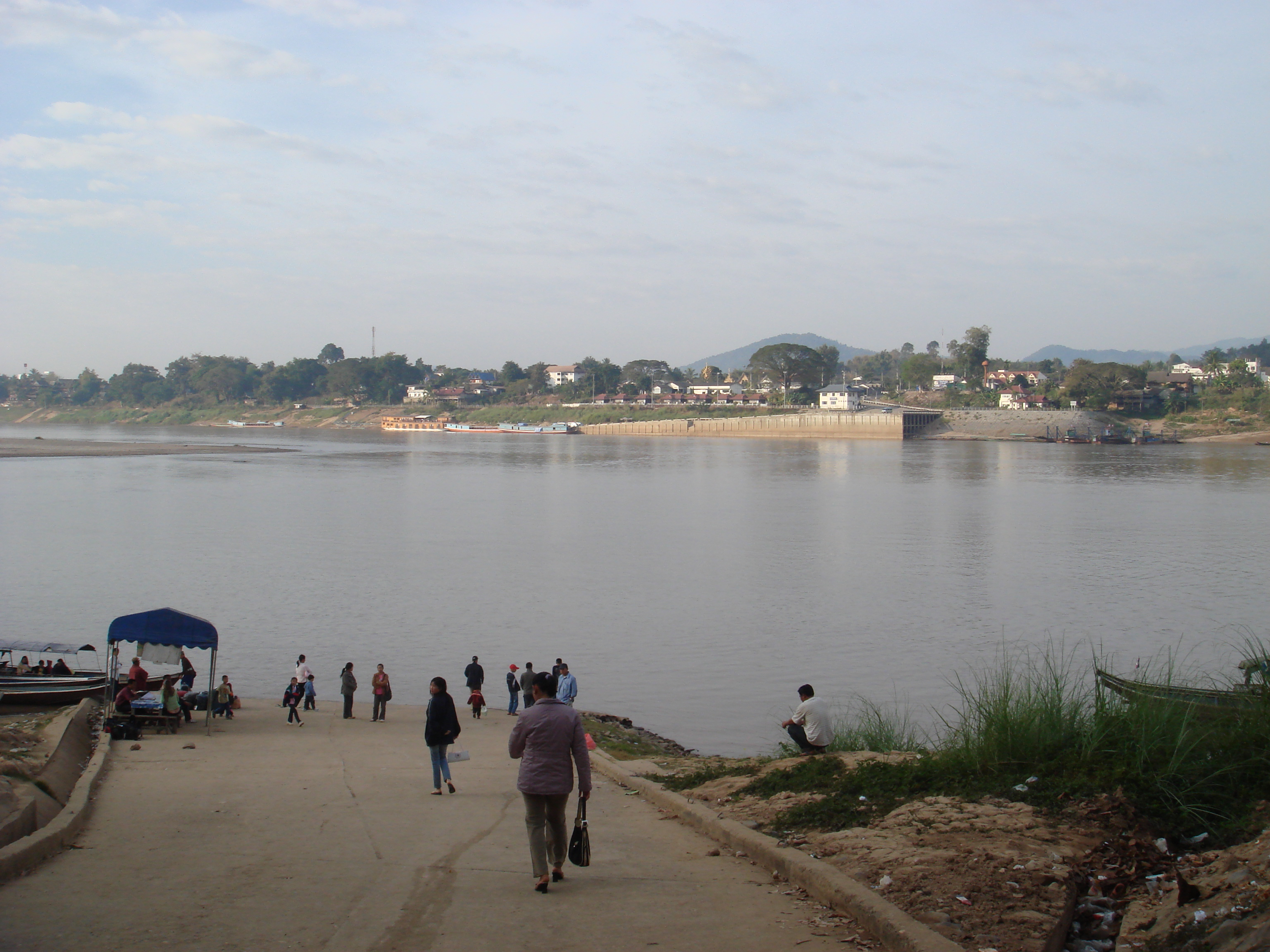
Laosko-thajský hraniční přechod na Mekongu, pohled z Huay Xai na thajský Chiang Khong
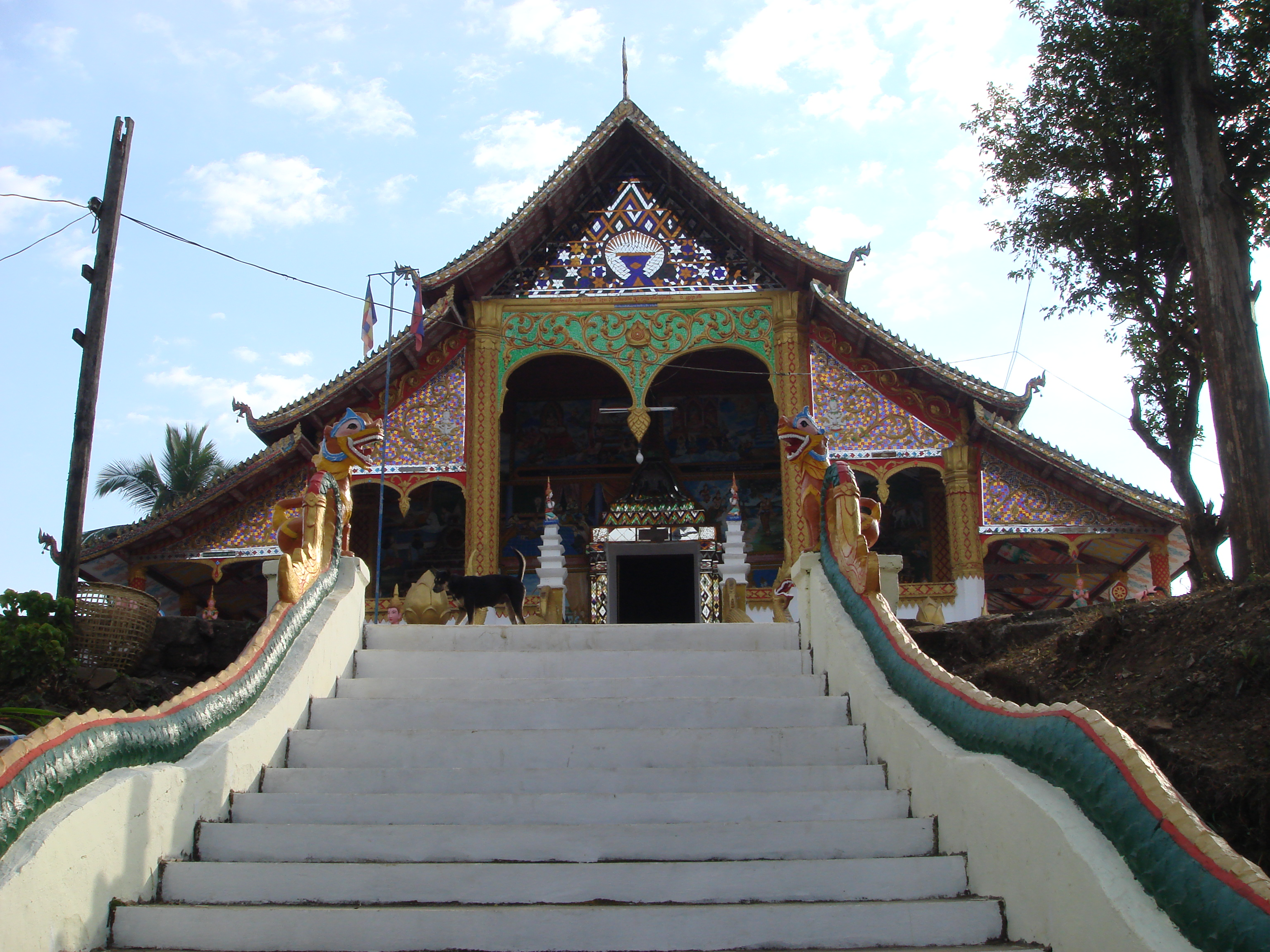
Chrám Wat Jom Khao Manilat v Huay Xai

## Historie
Huay Xai bylo po staletí důležitým městem na trase chuejských karavan z čínské provincie Jün-nan do Chiang Rai a Chiang Mai v Siamu.